# George Gilbert Scott
George Gilbert Scott (Gawcott, Buckinghamshire, Inglaterra,  13 de julio de 1811 – Londres, Inglaterra, 27 de marzo de 1878) fue un arquitecto inglés conocido por sus trabajos en iglesias y catedrales de estilo gótico, aunque su obra más conocida por el público es probablemente el Albert Memorial en Hyde Park, inaugurado en 1872. En 1859, recibió la Medalla de Oro del Royal Institute of British Architects. Fue presidente de la institución de 1873 a 1876.
Era el padre y abuelo de los también arquitectos George Gilbert Scott (junior) y Giles Gilbert Scott, respectivamente.

## Obras

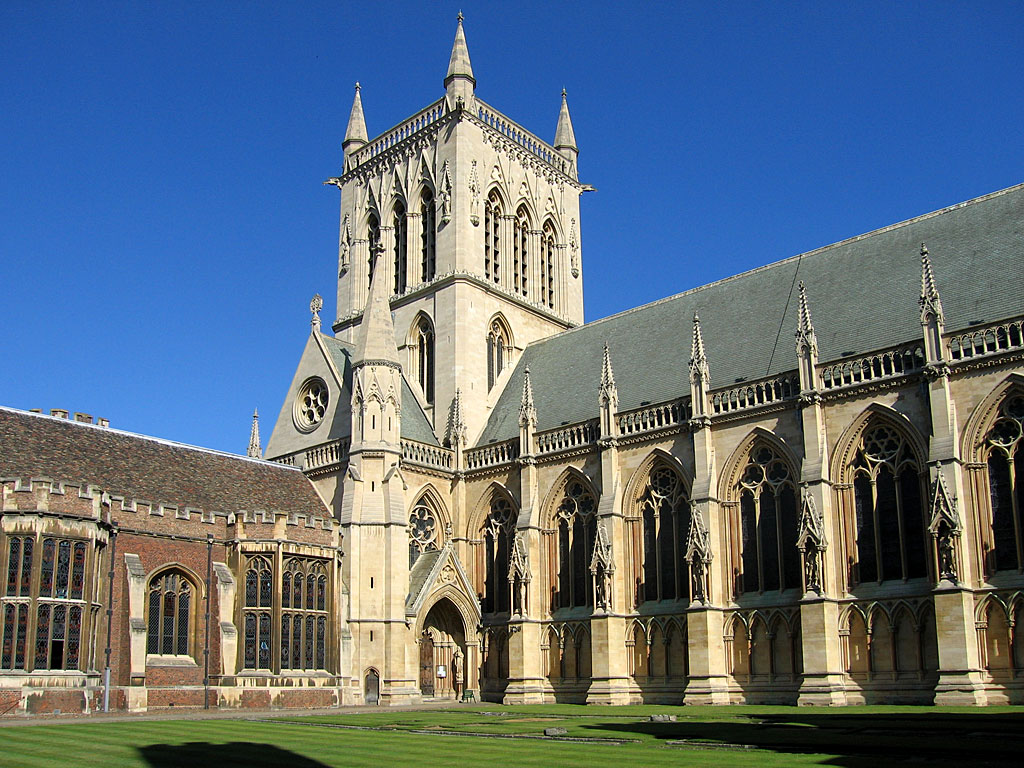
La capilla de St John's College, Cambridge.

A su muerte, la revista profesional The Builder publicó una lista incompleta de las obras realizadas por Scott de 732 edificios o proyectos. Una carta, fechada un año después de su muerte, de su ayudante al hijo de Scott listaba 541 obras ejecutadas. Una biografía, publicada en 1980, incluía una lista incompleta de 879 obras. Su estudio de arquitectura fue considerado el más grande de Europa de su época, empleando a 27 personas, inclusive becarios, muchos de los cuales serían más tarde importantes arquitectos británicos.
Aunque el propio Scott consideraba sus primeras obras «horrorosas», una de sus primeras obras fue la reconstrucción, en 1845, de la iglesia de San Nicolás en Hamburgo, ganándole al arquitecto alemán Gottfried Semper en un concurso internacional.
Tras restaurar la catedral de Ely, comenzando en 1847, Scott también restauró las catedrales de Salisbury, Chichester, Chester, Exeter, Hereford, Ripon, Rochester, Worcester, St David's, Lichfield, Bangor, St Asaph y Westminster Abbey. Asimismo, diseñó las capillas de Exeter College, Oxford (1854–60) y St John's College, Cambridge (1862–69).
En 1860 fue admitido como académico de la Royal Academy, y en 1868 fue nombrado catedrático de arquitectura de la misma.
Fue enterrado en la Abadía de Westminster.